# Norbert Finster
Norbert Finster (* 16. April 1951 in Hochstadt am Main) ist ein Generalleutnant der Luftwaffe der Bundeswehr und seit dem 30. September 2013 im Ruhestand. In seiner letzten Verwendung war er seit dem 1. April 2012 Leiter der Abteilung Führung Streitkräfte im Bundesministerium der Verteidigung.

## Leben
Finster trat 1971 als Offizieranwärter in Fürstenfeldbruck in die Bundeswehr ein. Von 1973 bis 1975 studierte er Betriebswirtschaftslehre (Diplom) an der Hochschule der Bundeswehr München. Es folgte eine Ausbildung zum Flugabwehrraketen-Offizier HAWK an der Raketenschule der Luftwaffe in El Paso, USA. Von 1977 bis 1983 war Finster beim Flugabwehrraketenbataillon 37 in Cuxhaven eingesetzt.
Es folgte die Generalstabsausbildung an der Führungsakademie der Bundeswehr (FüAkBw) in Hamburg von 1983 bis 1985. Daraufhin nahm Finster auch an dem RAF Advanced Staff Course am Royal Air Force Staff College Bracknell teil, bevor er 1987 Dezernatsleiter A3a bei der 2. Luftwaffendivision in Birkenfeld wurde. Anschließend erfolgte eine Verwendung als Referent im Führungsstab der Luftwaffe VI 2 (NATO-Streitkräfte- und Bundeswehrplanung) in Bonn. 1992 übernahm Finster das Kommando über die Flugabwehrraketengruppe 21 in Möhnesee. 1994 und 1995 war er Adjutant der Luftwaffe beim Generalinspekteur (General Klaus Naumann). Es folgte der Einsatz als Section Chief Operations and Exercises beim WEU Militärstab in Brüssel. Von 1998 bis 2001 war Finster Referatsleiter im Bundeskanzleramt in Bonn und Berlin.
Von 2001 bis 2003 leitete er die Offizierschule der Luftwaffe (OSLw) in Fürstenfeldbruck. Anschließend wurde er Kommandeur der 1. Luftwaffendivision in Fürstenfeldbruck, bevor er 2005 Chef des Stabes im Führungsstab der Luftwaffe (Fü L) in Bonn wurde. Von 2010 bis 2012 bekleidete er den Posten des Stellvertreters des Inspekteurs der Luftwaffe (Generalleutnant Aarne Kreuzinger-Janik). Zudem wurde Finster im Juni 2011 von Verteidigungsminister Thomas de Maizière mit der Leitung der Einzelprojektgruppen zur Neuausrichtung der Bundeswehr „Neuordnung der Streitkräfte“ und „Stationierungskonzept“ beauftragt. Am 29. März 2012 wurde er zum Leiter Abteilung Führung Streitkräfte ernannt. Diese Abteilung wurde im Zuge der Neuausrichtung der Bundeswehr und der damit verbundenen Umorganisation des Ministeriums neu gebildet.
Finster ist verheiratet und hat 2 Kinder.

## Auszeichnungen
- Ehrenkreuz der Bundeswehr in Silber und Gold
- Commandeur de l`Ordre National du Mérit